# Cinema cileno
La cultura cinematografica cilena si sviluppò durante gli anni sessanta del Novecento, con la fondazione di una cineteca nazionale e di un dipartimento di cinema sperimentale presso l'Università del Cile, cui si recò ad insegnare il regista neerlandese Joris Ivens. La produzione di film fu minima fino al 1967, quando il governo moderato di Eduardo Frei cominciò ad offrire sostegno economico all'industria. In quel periodo emersero alcuni registi come Raúl Ruiz, Aldo Francia e Helvio Soto. La maggior parte dei giovani registi si allineò con il marxista Partito di Unità Popolare di Salvador Allende. 
Tra il 1970 e il 1973, durante il governo di Allende, il cinema cileno ebbe ulteriore impulso grazie ai contributi governativi, nonostante il boicottaggio statunitense delle compagnie dell'MPEAA che bloccarono di fatto l'importazione di pellicola in Cile. 
Dopo il colpo di Stato del generale Augusto Pinochet, i militari distrussero le scuole cinematografiche e i centri di produzione, bruciando i film e distruggendo gli impianti. Molti intellettuali vennero arrestati, e la maggior parte dei giovani registi fuggì all'estero; tra di essi Ruiz e Alejandro Jodorowsky. Jodorowsky ha girato El Topo,  Il paese incantato e La montagna sacra mentre Ruiz lavora da molti anni in Francia.
Un altro regista di origini cilene è l'acclamato autore di The Others e di Mare dentro, Alejandro Amenábar, nato a Santiago nel 1972 da madre spagnola e padre cileno, si trasferì in Spagna subito dopo il golpe di Pinochet.
Il film del regista cileno Miguel Littín Alsino e il Condor venne nominato agli Oscar come miglior film straniero nel 1983 (ma per il Nicaragua).
Dopo la caduta della dittatura hanno cominciato a uscire film interessanti come La frontera di Ricardo Larraín (1991), Amnesia di Gonzalo Justiniano (1994), Johnny 100 Pesos di Gustavo Graef-Marino (1994), Taxi para tres di Orlando Lubbert (2001) e La febbre del loco di Andrés Wood (2001).
El Chacotero sentimental di Cristián Galaz (1999) è uno dei maggiori successi in patria mentre un altro regista di successo è Silvio Caiozzi che ha girato Coronación nel 2000 e Cachimba nel 2004.
Nel 2004 è stato presentato a Cannes nella Quinzaine des réalisateurs l'ultimo film di Andrés Wood, Machuca che ha riscosso un notevole successo a livello internazionale.
Anche lo scrittore Luis Sepúlveda ha girato un paio di film.
Il documentarista Patricio Guzmán è conosciuto a livello internazionale per aver diretto i tre documentari sulla Battaglia del Cile, La Battaglia del Cile: L'insurrezione della borghesia (La Batalla de Chile: La insurrección de la burguesía, 1975), La Battaglia del Cile: Il colpo di Stato (La Batalla de Chile: El golpe de estado, 1977) e La Battaglia del Cile: Il potere popolare (La Batalla de Chile: El poder popular, 1979). Ha diretto inoltre Il caso Pinochet (Le Cas Pinochet, 2001) e Salvador Allende (Salvador Allende, 2004). Primo film cileno candidato per l'Oscar al miglior film straniero fu, nel 2013, No - I giorni dell'arcobaleno diretto da Pablo Larraín. Nel 2018 un film cileno vince l'Oscar al miglior film straniero con Una donna fantastica diretto da Sebastián Lelio.

## Film

### A
- Amnesia (1994)
- Antonia (2001)
- Angel Negro (2000)
- A la sombra del sol (1974)

### B
- Bastardos en el Paraiso (2000)
- B Happy (2003)

### C
- Cachimba (2004)
- Caluga o menta (1990)
- Campo Minado (2000)
- Che Kopete: La película (2007)
- Coronación (2003)

### D
- Dos Hermanos: En un lugar de la noche (2000)
- Los Debutantes (2003)

### E
- El gran circo Chamorro (1955)
- El Chacal de Nahueltoro (1970)
- El Chacotero Sentimental (1999)
- El húsar de la Muerte (1925)
- El Leopardo (1926)
- El Leyton (2002)
- El manso asado (1989)
- El rey de los huevones (2006)
- En la cama (2005)

### F
- La frontera (1991)
- Fiesta Patria (2006)

### G
- Gringuito (1998)

### H
- Historias de fútbol (1997)

### J
- Johnny 100 Pesos (1993)
- Julio comineza en Julio (1979)

### K
- Kiltro (2006)

### L
- La Fiebre del Loco (2001)
- La luna en el espejo (1990)
- La película, 31 minutos (2008)
- Largo Viaje (1969)

### M
- Machuca (2004)
- Mala Leche (2004)
- Mirageman (2007)
- Mi Mejor Enemigo (2005)

### N
- Negocio Redondo (2001)

### O
- Max Pax ai confini del tempo (Ogú y Mampato en Rapa Nui) (2002)

### P
- Palomita Blanca (1973)
- Paraiso B (2001)
- Paréntesis (Película) (2005)
- Promedio Rojo (2004)

### S
- Sábado, una película en tiempo real (2003)
- Sangre Eterna (2002)
- Santos (2009)
- Secuestro (2005)
- Sexo con Amor (2002)
- Sub-Terra (2003)

### T
- Tamara y las Naranjitas (2005)
- Taxi Para Tres (2001)
- Te Amo (MADE IN CHILE) (2001)
- Tierra del Fuego (2000)
- Tony Manero (2008)
- Tuve un Sueño Contigo (1999)

## Registi
- Matías Bize
- Silvio Caiozzi
- Aldo Francia
- Cristián Galaz
- Alejandro Jodorowsky
- Patricio Kaulen
- Miguel Littín
- Alfredo Llorente Pascual
- Raúl Ruiz
- Andrés Wood
- Pablo Perelmann
- Juan Carlos Bustamante
- Ignacio Aliaga
- Stefano Seno

## Attrici
- Adela Secall
- Aline Küppenheim
- Ana González
- Doris Guerrero
- Elsa Poblete
- Gabriela Aguilera
- Gabriela Medina
- Gloria Laso
- Gloria Münchmeyer
- Griselda Núñez
- Leonor Varela
- Lorene Prieto
- Malú Gatica
- Manuela Martelli
- María Canepa
- Marcela Del Valle
- María Izquierdo
- Maria Olga Matte
- Myriam Palacios
- Paola Falcone
- Patricia Guzmán
- Patricia Rivera
- Paulina Urrutia
- Tamara Acosta
- Valentina Pollarolo
- Vanessa Miller

## Attori
- Aldo Bernales
- Aldo Parodi
- Alejandro Trejo
- Alonso Venegas
- Aníbal Reyna
- Ariel Mateluna
- Boris Quercia
- Cristián Campos
- Cristián de la Fuente
- Daniel Muñoz
- Felipe Braun
- Fernando Farías
- Fernando Gallardo
- Francisco Reyes
- Héctor Noguera
- Jaime Celedón
- José Manuel Salcedo
- Juan Pablo Miranda
- Luis Alarcón
- Luis Gnecco
- Matías Quer
- Marko Zaror
- Nestor Cantillana
- Patricio Bunster
- Patricio Contreras
- Sergio Schmied
- Willy Semler